# Grand Popo Football Club
Ne doit pas être confondu avec Grand-Popo.
Pour les articles homonymes, voir Popo.
Le Grand Popo Football Club, aussi appelé GPFC, est groupe de musique électronique français. Composé de Nicolas Errèra et Ariel Wizman, le nom du groupe fait référence à la ville de Grand Popo, située sur la côte du Bénin. Le groupe a notamment sorti deux albums et composé la musique de la pièce de théâtre Good Canary de Zach Helm, mise en scène par John Malkovich. Le groupe cesse ses activités en 2010.

## Biographie

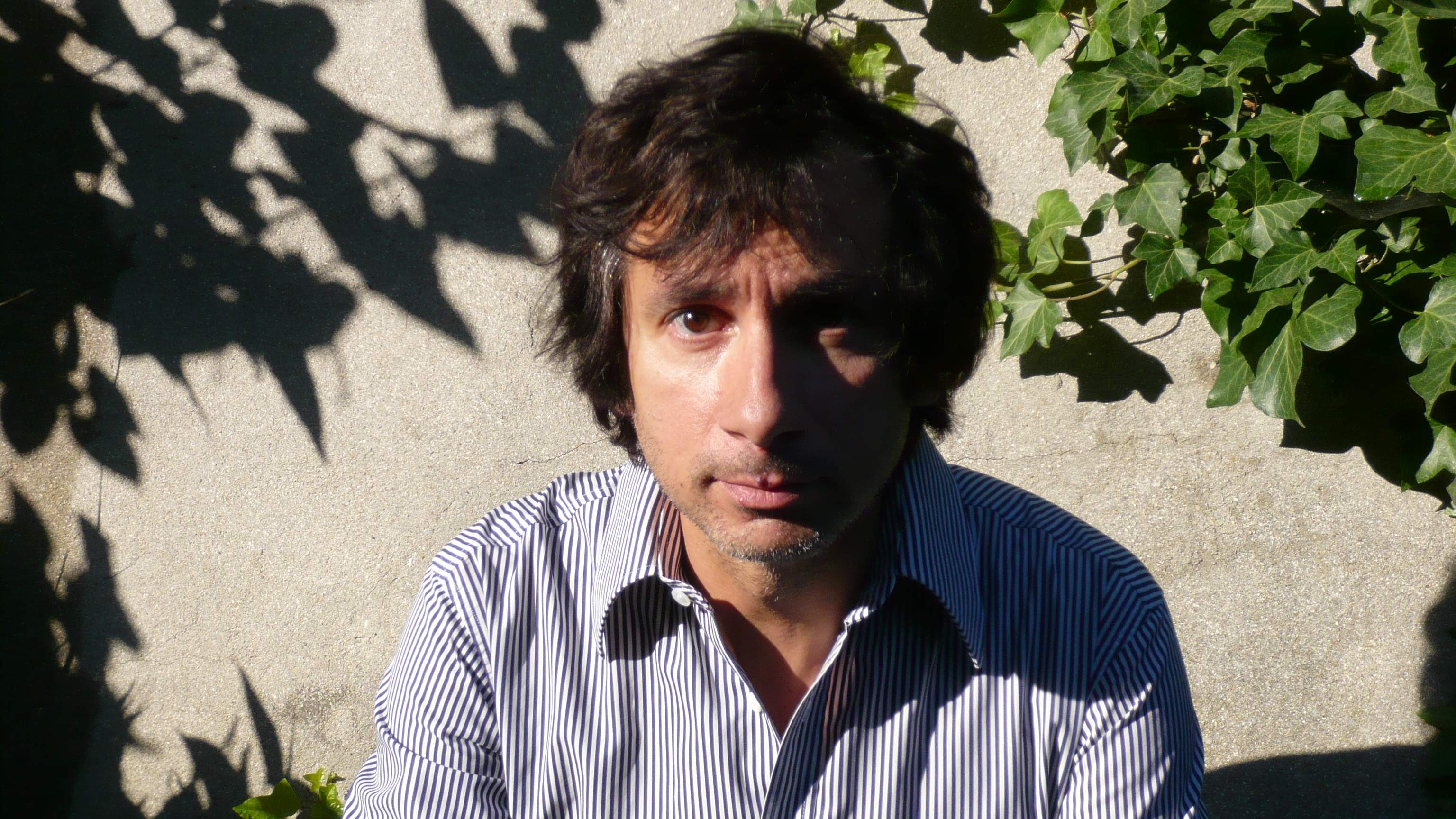
Nicolas Errèra en 2007.

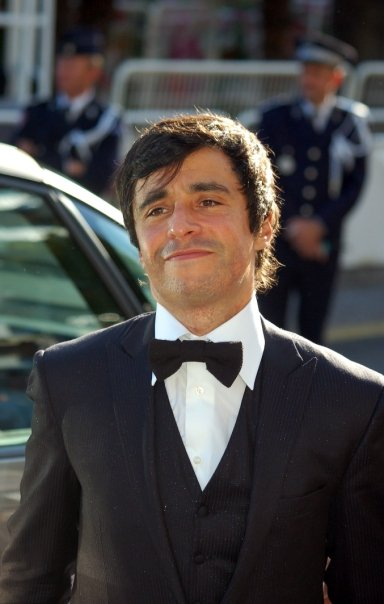
Ariel Wizman en 2007.

Le duo a apparemment adopté ce surnom inhabituel après qu'Ariel Wizman se soit rendu dans le village ouest-africain de Grand Popo, au Bénin, pour y tourner une émission de télévision et qu'il ait constaté qu'il manquait à la communauté un club de football. Après avoir étudié le piano, la composition et la musique électronique, Nicolas Errèra s'engage dans le théâtre et réalise avec succès des courts métrages (il a obtenu le prix de Clermont-Ferrand en 1991, pour son film Aller à Dieppe sans voir la mer), tout en devenant la moitié du duo pop 2 Source. Wizman, quant à lui, est DJ dans les soirées colombiennes de Paris. Il devient célèbre pour son émission sur Radio Nova qui mélange easy listening, bandes sonores et musique électronique. Lorsque l'émission est transférée à la télévision, Wizman fait venir des invités aussi disparates que Johnny Rotten et des philosophes allemands : par hasard, il y a aussi 2 Source, une invitation qui ravive l'amitié entre Wizman et Errera.
Le premier enregistrement de GPFC apparaît sur la compilation Source Lab 3 en 1996, mais ils ne sortent leur premier album, Shampoo Victims qu'en 2000 (l'album est réédité deux ans plus tard),,. Les hommes c'est pas des mecs bien, extrait du premier album, atteint la 77e place des charts français.
Ensemble, le duo crée une pop gauloise qui semble à la fois vénérer et mépriser la musique de pairs tels que Daft Punk, Air et Cassius. Ils ont doublé une chanson qui ressemblait curieusement à l'ancienne One More Song on the Market, tandis que Nothing to Say in a House Song s'en prenait à la vacuité perçue de la musique house par le duo en répétant (de manière vacuante) le titre sans aucune autre parole. Shampoo Victims comprend également un duo de collaborations avec les amis/héros Sparks. Russell et Ron Mael fournissent à la fois des paroles et des voix sur les titres de l'album La nuit est là et Yo quiero mas dinero. Comme pour accentuer ce penchant pour la pop des années 1970-1980, le duo a également samplé le titre Love Fever de Giorgio Moroder sur Each Finger Has an Attitude. Le groupe sort un deuxième album, Venom in the Grass, en 2010, année durant laquelle ils cessent leurs activités.

## Discographie

### Singles
- 1999 : Each Finger Has an Attitude
- 2000 : La Poésie c'est fini
- 2001 : Les Hommes c'est pas des mecs bien (feat. Aurore Molière)
- 2002 : Arab Skank
- 2002 : Men Are Not Nice Guys (feat. Aurore Molière)
- 2008 : My Territory